# Heilgeiststraße 93 (Stralsund)

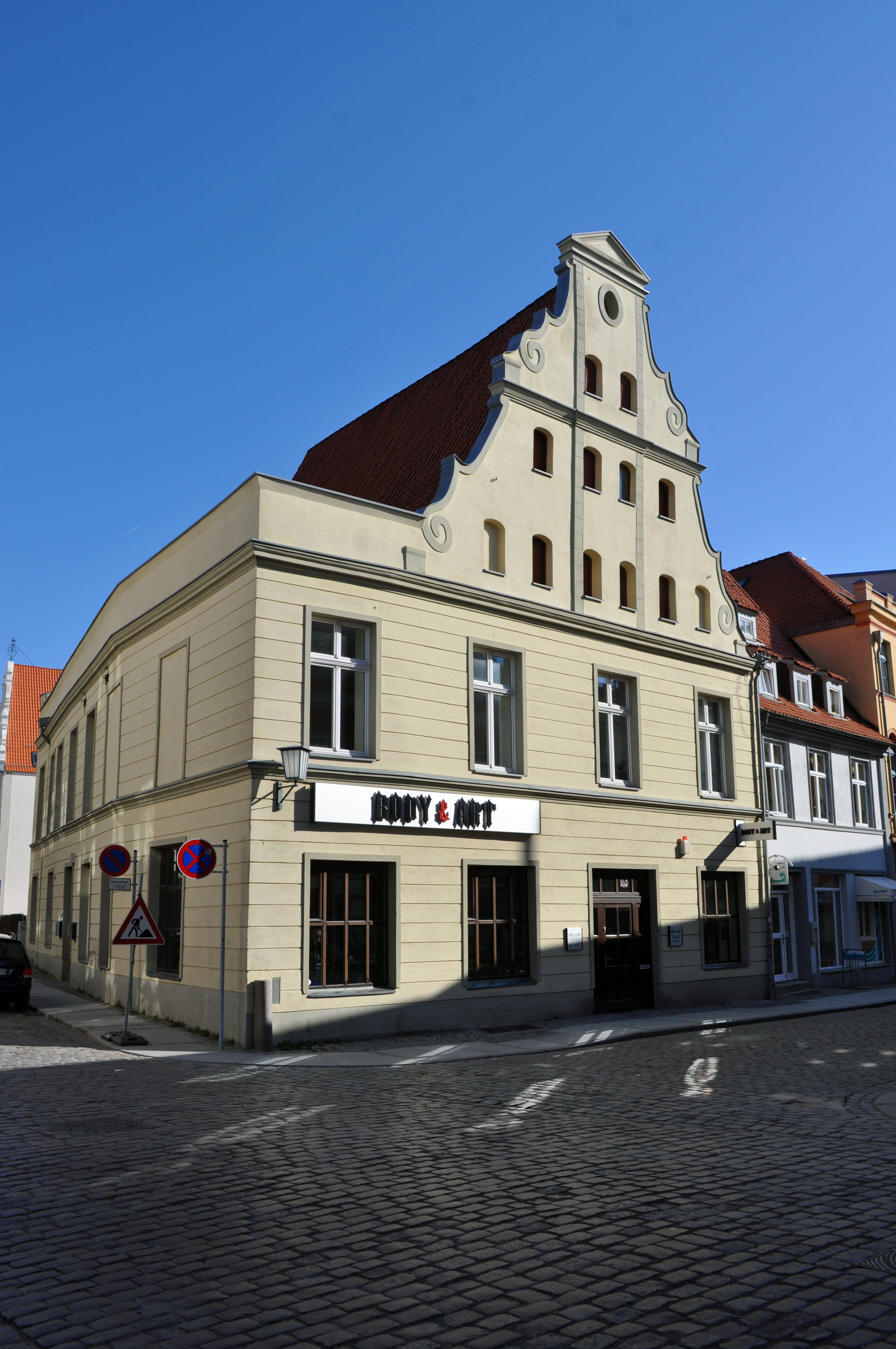
Das Haus Heilgeiststraße 93 in Stralsund (2012)

Das Gebäude mit der postalischen Adresse Heilgeiststraße 93 ist ein denkmalgeschütztes Bauwerk in der Heilgeiststraße in Stralsund, an der Ecke zur Mönchstraße.
Der Putzbau mit Volutengiebel wurde im Jahr 1680 ursprünglich als dreiachsiges Gebäude errichtet, der Kern des Gebäudes stammt aus dem 14. Jahrhundert. Im 18. Jahrhundert wurde an der westlichen, zur Mönchstraße gelegenen Traufseite ein zweigeschossiger und einachsiger Anbau errichtet.
In dem zur Heilgeiststraße gerichteten, viergeschossigen Volutengiebel sind segmentbogige Luken angeordnet.
Das Haus liegt im Kerngebiet des von der UNESCO als Weltkulturerbe anerkannten Stadtgebietes des Kulturgutes „Historische Altstädte Stralsund und Wismar“. In die Liste der Baudenkmale in Stralsund ist es mit der Nr. 348 eingetragen.